# Armindo da Conceição Silva
Armindo da Conceição Silva Freitas, Kampfname Tufão Leste, (* 25. Mai 1945 in Moro, Parlamento, Lautém, Portugiesisch-Timor; † 9. Juli 2018 in Dili, Osttimor) war ein Politiker aus Osttimor und Mitglied der FRETILIN.

## Werdegang
Armindo wurde in Moro 1945 als Sohn von Aleixo da Silva und Hermelinda da Silva geboren. 1961 schloss Armindo da Silva seine Ausbildung in der öffentlichen Verwaltung des Verwaltungsamts Lautém in Parlamento ab, wo er dann auch weiterarbeitete. 1969 wurde Silva zum Chefe de Suco von Parlamento. 1974 wurde er von der FRETILIN zum Vizesekretär für die Zone Moro ernannt. Während der indonesischen Besatzungszeit engagierte sich Armindo im Widerstand. Von 1976 bis 1978 lebte Silva und seine Familie in der Widerstandsbasis am Matebian. Auch nach dem Zusammenbruch der Basis blieb Silva im Widerstand aktiv. 1986 wurde er zum Vizesekretär der Widerstandsbewegung in der Region Ponta Leste. Nach dem Unabhängigkeitsreferendum in Osttimor 1999 war Silva von 1999 bis Oktober 2000 Koordinator der FRETILIN in der Region Ponta Leste.
Bei den Wahlen zur Verfassunggebenden Versammlung am 30. August 2001 gewann Silva das Direktmandat des Distrikts Lautém mit 54,93 % der Stimmen. Mit der Unabhängigkeit Osttimors am 20. Mai 2002 wurde die Versammlung zum Nationalparlament und Silva Abgeordneter. Nach den Neuwahlen im Juni 2007 schied Silva aus dem Parlament aus.
Am 9. Juli 2018 verstarb Silva im Hospital Nacional Guido Valadares in Dili.

## Auszeichnungen
2006 wurde Silva mit dem Ordem Nicolau Lobato, 1. Grades ausgezeichnet.